# War of the Buttons
War of the Buttons (bra A Guerra dos Botões) é um filme franco-britânico de 1994, dos gêneros aventura e comédia dramática, dirigido por John Roberts e baseado no romance A Guerra dos Botões, de Louis Pergaud.

## Enredo
Gangues rivais de crianças irlandesas em Ballydowse e Carrickdowse participam constantemente de batalhas onde são cortados os botões, os cordões dos sapatos e a roupa interior dos adversários capturados. Às vezes, enfrentam a batalha completamente nus e expostos.
Enquanto os enfrentamentos causam, obviamente, problemas na comunidade, os dois líderes desenvolvem uma involuntária admiração um pelo outro, e criam uma estranha amizade.
A história é narrada pela garota Marie (Eveanna Ryan), que sempre acompanha os jovens de Ballydowse.

## Outras adaptações
O romance de Pergaud já fora adaptado para o cinema em 1936 (La Guerre des Gosses, por Jacques Daroy), e em 1962 (La Guerre des boutons, por Yves Robert). Teria ainda duas versões em 2011: La Guerre des boutons, por Yann Samuell e La Nouvelle Guerre des Boutons, por Christophe Barratier.

## Elenco
- Gregg Fitzgerald ...  Fergus
- Gerard Kearney ...  Big Con
- Darragh Naughton ...  Boffin
- Brendan McNamara ...  Tim
- Kevin O'Malley ...  Fishy
- John Cleere ...  Peter
- Anthony Cunningham ...  Little Con
- Thomas Kavanagh ...  Riley
- Eveanna Ryan ...  Marie
- John Crowley ...  Pat
- Stuart Dannell-Foran ...  Tich
- Danielle Tuite ...  Fionnuala
- Helen O'Leary ...  Helen
- Yvonne McNamara ...  Maeve
- John Coffey ...  Geronimo